# 麗水国際博覧会
麗水国際博覧会（ヨスこくさいはくらんかい, Expo 2012）は、2012年5月12日から8月12日まで大韓民国全羅南道麗水市で開催されていた国際博覧会（認定博覧会）である。「麗水国際博覧会」の名称は、日本の経済産業省 や、日本貿易振興機構が使用していたもので、韓国での正式名称は麗水世界博覧会である。「麗水エキスポ」(ハングル: 여수 엑스포）の略称も使用されることが多い。日本国内では、麗水万博の名称が使用されることが多い。

## 概要

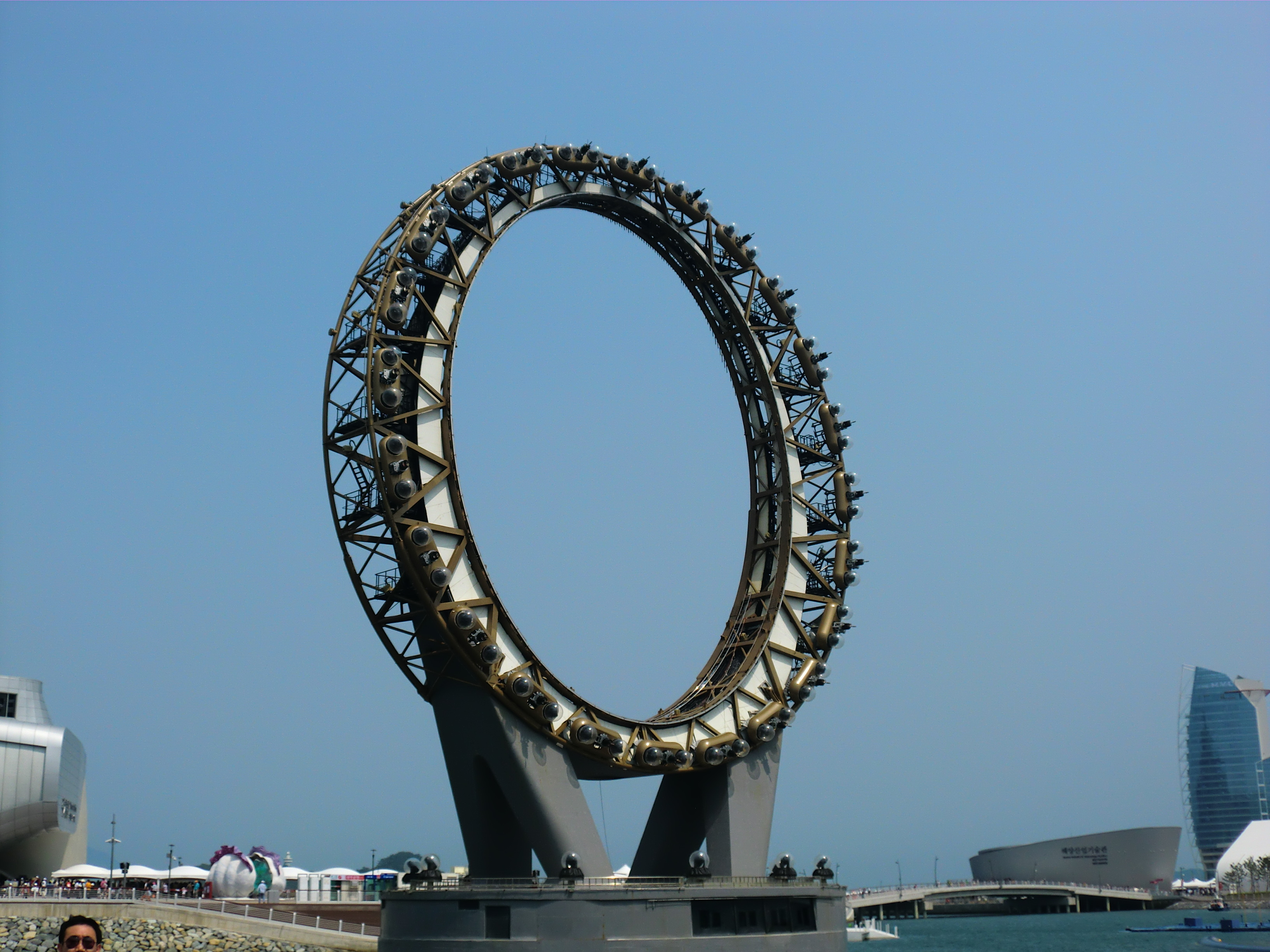
空中スクリーン「Big-O」

- 名称：2012麗水国際博覧会（International Exposition Yeosu Korea 2012, EXPO 2012 YEOSU KOREA）
- 公式マスコット：ヨニ、スニ
- 会場面積（展示エリア）：約25万m2
- 期間：2012年5月12日-2012年8月12日（93日間）
- 入場料金（普通入場券）：大人3万3000ウォン、中人2万5000ウォン、小人・シニア1万9000ウォン
- 参加規模：104カ国、10国際機関
- 公式主題歌：『Memories of the Sea(바다가 기억하는 얘기)』（歌：IU ）

## 開催の経緯
韓国での万博開催は、1993年の大田国際博覧会以来、麗水が二度目である。
1996年9月4日に、全羅南道は2010年開催の万博（国際博覧会条約における登録博覧会）を誘致することを韓国政府に建議した。これが、麗水万博誘致のルーツである。政府は、1997年5月31日に、万博の全羅南道誘致を公式発表した。1999年6月14日の閣議で、麗水万博誘致を国家計画にした後、2001年5月2日に博覧会国際事務局（BIE）に開催申請書を提出した。
2010年開催を目指していた当初の計画では、「新しい共同体のための海と陸の出会い」をテーマに掲げていた。しかし、2002年12月3日にモナコのモンテカルロで開催された、BIEの第132回総会における開催地選考では、麗水は最終投票（第4回投票）まで残ったものの、結果的に敗北し、開催地は上海に決まった（上海国際博覧会）。そこで、韓国側は計画を練り直し、国際博覧会条約における認定博覧会（登録博覧会に比べると、会期や会場面積などの点で小規模）として再び立候補することになり、開催年は2012年に変更した。
2004年12月14日に、麗水万博の2012年誘致を目指すことが国家計画に確定された。2007年11月26日に、フランスのパリで開催された第142回BIE総会での開催地選考で、ポーランドのヴロツワフ、モロッコのタンジールを破って開催地に決定した。
韓国の南海岸、特に麗水市を含む全羅南道沿岸は、リアス式海岸や大小の島々、奇岩などが数多く存在しており、多島海海上国立公園や閑麗（ハルリョ）海上国立公園に指定されている地域もあるなど、風光明媚な景色が数多い。これまで、韓国国外ではあまり知られていなかった韓国南西部の潜在力、南海岸一帯の海岸線や海上国立公園の美しさを世界にアピールし、同地域を世界レベルの海洋観光リゾート地として発展させることが、麗水万博を開催する目的だった。また、万博開催をきっかけとして、鉄道や道路など交通網の整備が、麗水を中心とした全羅南道周辺地域で大規模に実施された。
麗水万博が開催された翌年の2013年には、麗水市に隣接する順天市で、順天湾国際庭園博覧会が開催された。同じく全羅南道で博覧会を2年連続で開催することで、観光客や経済効果の増大を狙うのが目的だった。

## テーマ
メインテーマは、「生きている海と息づく沿岸：資源の多様性と持続可能な活動」である。海洋汚染の深刻化、海洋生態系の破壊、海面の上昇など、海洋に関する問題は、ある特定の国家のものではない。麗水万博では、海と沿岸に関する人類共通の課題への対策を模索するという考えのもと、人類の生存に関わる海の望ましい未来像を探るという理念を掲げていた。
サブテーマは「沿岸の開発と保全」、「新しい資源技術」、「創造的な海洋活動」の3つである。

## 参加国
| 地域              | 国数                | 国名 |
| ----------------- | ------------------- | --- |
| アジア/オセアニア | 31                  | ベトナム、 タイ、 スリランカ、 シンガポール、 パラオ、 パキスタン、 ネパール、 モンゴル、 モルディブ、 ラオス、 日本、 インド、 東ティモール、 中国、 カンボジア、 ブルネイ、 バングラデシュ、 バヌアツ、 マーシャル諸島、 ツバル、 ソロモン諸島、 サモア、 パプアニューギニア、 フィジー、他 |
| ヨーロッパ        | 21                  | ウクライナ、 トルコ、 タジキスタン、 アゼルバイジャン、 スイス、 ドイツ、 スペイン、 カザフスタン、 ルーマニア、 ポルトガル、 オランダ、 イタリア、 ギリシャ、 ベルギー、 デンマーク、 フランス、他                                                                                           |
| アメリカ          | 20                  | ペルー、 パラグアイ、 パナマ、 ニカラグア、 ホンジュラス、 ガイアナ、 グアテマラ、 エルサルバドル、 エクアドル、 ドミニカ共和国、 コロンビア、他 |
| アフリカ          | 26                  | チュニジア、 タンザニア、 スーダン、 セーシェル、 セネガル、 ナイジェリア、 モーリタニア、 マリ、 リビア、 ガーナ、 ガボン、 エジプト、 コートジボワール、 コンゴ民主共和国、 ブルキナファソ、 アンゴラ、 アルジェリア、他                                                                    |
| 中東              | 6                   | イエメン、 アラブ首長国連邦、 オマーン、 カタール、 サウジアラビア、 イスラエル |
| 国際機関          | 10                  | OECD, IPCC, PEMSEA, CBD, UN, IOC, GEF, FAO, WFP, IMO |
| 計                | 104カ国、10国際機関 | 104カ国、10国際機関 |

## 展示施設

### テーマ系パビリオン
- テーマ館
- 海洋ベスト館
- アクアリウム（水族館）
- 海洋生物館
- 気候環境館
- 海洋文明都市館
- 海洋産業技術館

### 政府・自治体系パビリオン
- 韓国館
- 自治体館
- 国際館

### 国際機関系パビリオン
- 国際機関館
- 博覧会国際事務局館（エキスポのエキスポ）

### 民間系パビリオン
- 現代自動車館
- サムスン館
- SKテレコム館
- LG館
- GSカルテックスエネルギーフィールド
- ロッテ館
- ポスコ館
- 大宇造船海洋ロボット館
- 韓国海運港湾館

### 催事施設
- エキスポホール
- 伝統芸能ステージ
- テント劇場

### その他展示施設

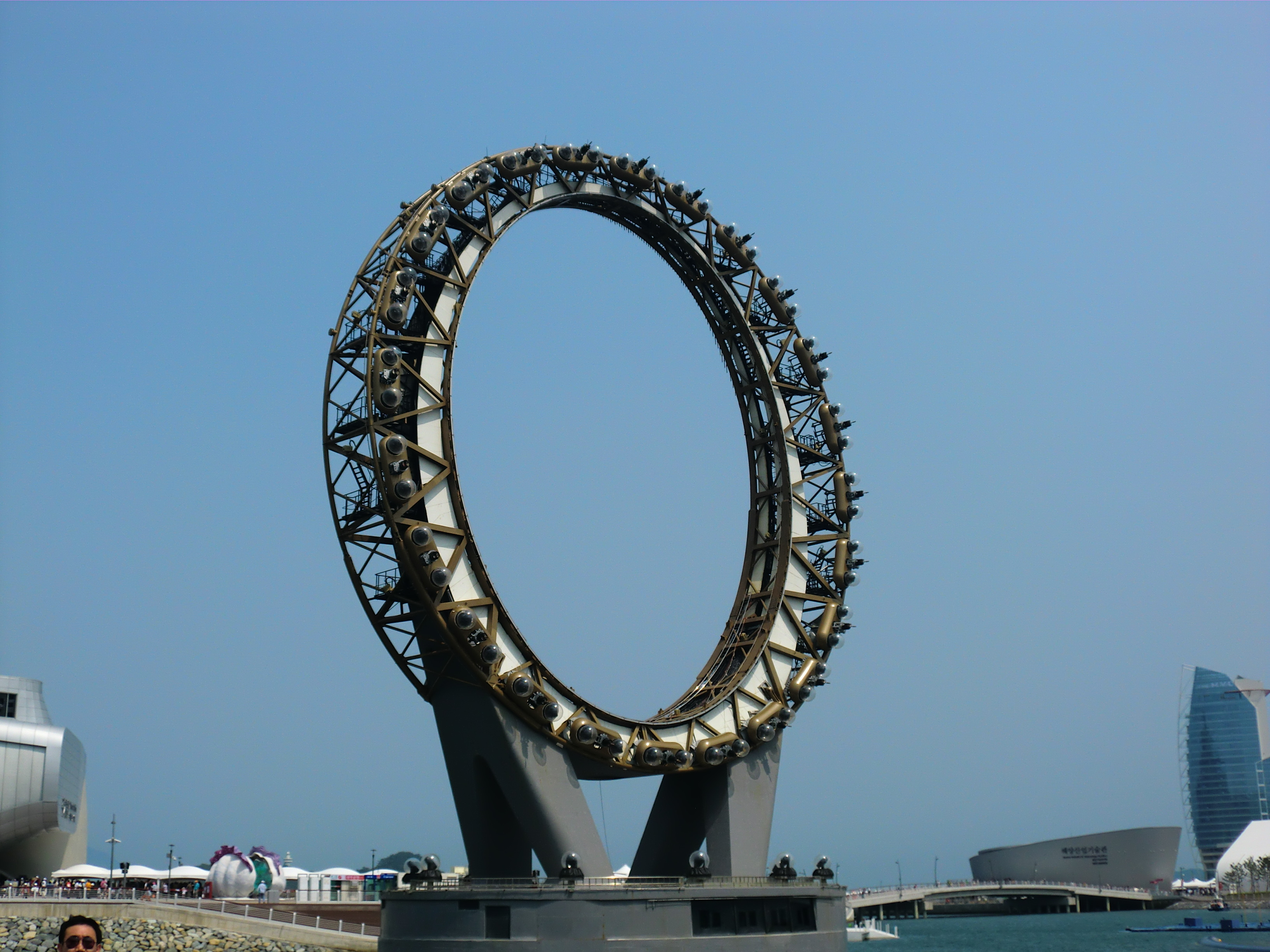
Big-O
- エキスポ・デジタル・ギャラリー
- スカイタワー
- エネルギーパーク
- 沿岸漁業体験場・藻場

- Big-O

## 日本館
国際館1階Dゾーン（太平洋ゾーン）の、約1000平方メートルの展示スペースに日本館が存在していた。日本館出展の実務は、過去に日本国外で開催された万博に出展された日本館と同様に、独立行政法人日本貿易振興機構（ジェトロ）が担当した。日本政府の担当省庁は、幹事省が経済産業省、副幹事省が文部科学省、農林水産省、国土交通省、環境省だった。日本館の展示計画は、当初はクジラが飛び出したり、深海探査艇が現れたりする3D映像を上映することが検討されていたが、万博開催前年の2011年に東日本大震災が発生したため、同震災をテーマにした展示に変更した。
日本館入口付近のファザードにあった大型ディスプレイでは、東日本大震災で韓国をはじめとする世界各国から寄せられた支援に対する感謝を、被災地の人々によるメッセージ映像によって表現していた。館内のゾーン1『魚の木の「森」』では、日本人が大切にしてきた「森・里・海」のつながりや、日本沿岸の豊かさを表現する映像が上映された。ゾーン2『「海（カイ）の絵本シアター」』では、東日本大震災における津波被害と復興を題材に、被災者の少年「海（カイ）」を主人公としたファンタジー風のアニメーションが上映された。ゾーン3『智恵と技の「里」』では、森と海を守る人々の活動を映像で紹介するコーナーや、独立行政法人海洋研究開発機構が保有する有人潜水調査船『しんかい6500』や掘削船『ちきゅう』を紹介するコーナー、未来の環境配慮型輸送船のモデル『スーパーエコシップ2030』を模型で紹介するコーナーなどがあった。
万博閉幕直前の8月11日には、博覧会国際事務局がパビリオンの展示内容を評価する「優秀展示館賞」の授賞式があり、日本館は銅賞を受賞した。この「優秀展示館賞」は、出展面積の大きさとテーマで8つの部門に分けられており、各部門ごとに金・銀・銅の3つの賞が授与された。日本館は出展面積で最大規模の部門だった。

## 日本主催のイベント
6月2日には「ジャパン・デー」が開催された。万博会場内で繰り広げられた「オールジャパン・パレード」「オールジャパン・ステージ」では、日本各地の伝統的な複数の祭りが紹介された。文化公演「ジャパンデー・スペシャルコンサート」では、歌手の倉木麻衣や、韓国の俳優・歌手であるキム・ジョンフンらが出演した。独立行政法人航海訓練所が保有する航海練習用の帆船「海王丸 (2代)」も、ジャパンデーに合わせて5月30日-6月3日までの間に麗水へ寄港した。
なお、同万博における韓国の展示物に、竹島問題と日本海呼称問題に関して韓国側の主張を宣伝する展示物があった。このため、日本政府は抗議を行ったが、韓国が無視を続けため、日本政府は「ジャパン・デー」への日本政府幹部職員の派遣を中止した。
6月17、18日には、東日本大震災復興イベントとして「日本元気祭」が開催された。麗水市内の鎮南文芸会館で17日に開催されたシンポジウムでは、日本の神奈川県出身、1997-2002年に活動していた韓国の女性アイドルグループ「S.E.S.」の元メンバーで、現在は歌手・ミュージカル俳優であるユ・スヨン（S.E.S.時代の芸名は「シュー」）も出演した。17、18日に市民会館（鎮南文芸会館と隣接）で開催された展示会では、被災地である東北三県（岩手県、宮城県、福島県）の伝統工芸品や食品などを紹介した。

## K-POPコンサート
万博会場では、K-POPの人気歌手によるコンサートが多数開催された。5月11日の開幕式では、同万博のテーマソング『海が記憶する物語』を歌ったIUや、男性グループのBIGBANG、女性グループの2NE1が出演した。
6月から8月にかけて、会場内では「万博ポップフェスティバル」が開催された。主な出演歌手は、男性アイドルグループでは、2AM、B1A4、INFINITE、SHINee、U-Kiss、2PM、EXO-K、SUPER JUNIOR、ZE:A、MBLAQなど。女性アイドルグループでは、少女時代、Wonder Girls、A Pink、miss A、f(x)、SISTAR、AFTERSCHOOL、Dal★Shabetなど。ロックバンドでは、YB（ユン・ドヒョンバンド）、紫雨林、CNBLUE、FTISLANDなど。ソロ歌手では、ピ（RAIN)、SE7EN、PSY、IUなどの豪華な顔ぶれだった。
また、コンサートでは無いが、国連館の広報大使には、少女時代のメンバーであるソヒョンが起用された。ソヒョン本人は、6月20日に国連館を訪問し、入場者へのサイン会や撮影会が開催された。

## 交通
万博開催に合わせて、周辺地域では各種交通機関の建設・改良が数多く実施された。

### 航空
最寄りの空港は麗水空港。万博開催前から運航されている、麗水 - 金浦国際空港間および麗水 - 済州国際空港間の国内定期航空路線が、観客輸送でも利用された。

### 鉄道
韓国鉄道公社（KORAIL）全羅線の麗水駅は、万博会場の建設にともない移設され、「麗水エキスポ駅」に改称した。旧駅の敷地は万博会場に転用された。
全羅線は、万博開催に合わせて、複線電化や曲線区間を緩和する線路付け替えなどの大規模な改良工事が実施され、高速列車「KTX」が全羅線にも直通運転されるようになった。2011年10月5日に改良工事が完成し、KTXの直通が開始された。2012年5月1日には、曲線改良工事を含めた高速化事業が完成し、全羅線内のKTXの最高速度が時速150kmから時速230kmに引き上げられた。
ソウル市内 - 麗水間の所要時間は、改良工事が実施される前はディーゼル機関車牽引の「セマウル号」で5時間台だったが、KTXの運行開始で3時間台に短縮された。ソウル市内発着の全羅線直通列車は原則として龍山駅発着だが、万博期間中にはソウル駅発着のKTXも運行されていた。

### 道路
複数の道路が新設された。順天-完州高速道路は、2011年4月29日に東順天JCT（ジャンクション）-順天JCT間が開通したことで全線が完成した。釜山市と霊岩郡を結ぶ南海高速道路は、2012年4月27日に西霊岩IC（インターチェンジ）-海龍IC（順天市）間が開通したことで全線が完成した。順天市と麗水市を結ぶエキスポ大路（国道17号線の一部）が2012年4月12日に完成した。麗水市と光陽市を結ぶ李舜臣大橋は、2012年5月10日に暫定供用を開始した（正式開通は翌2013年）。

### バス

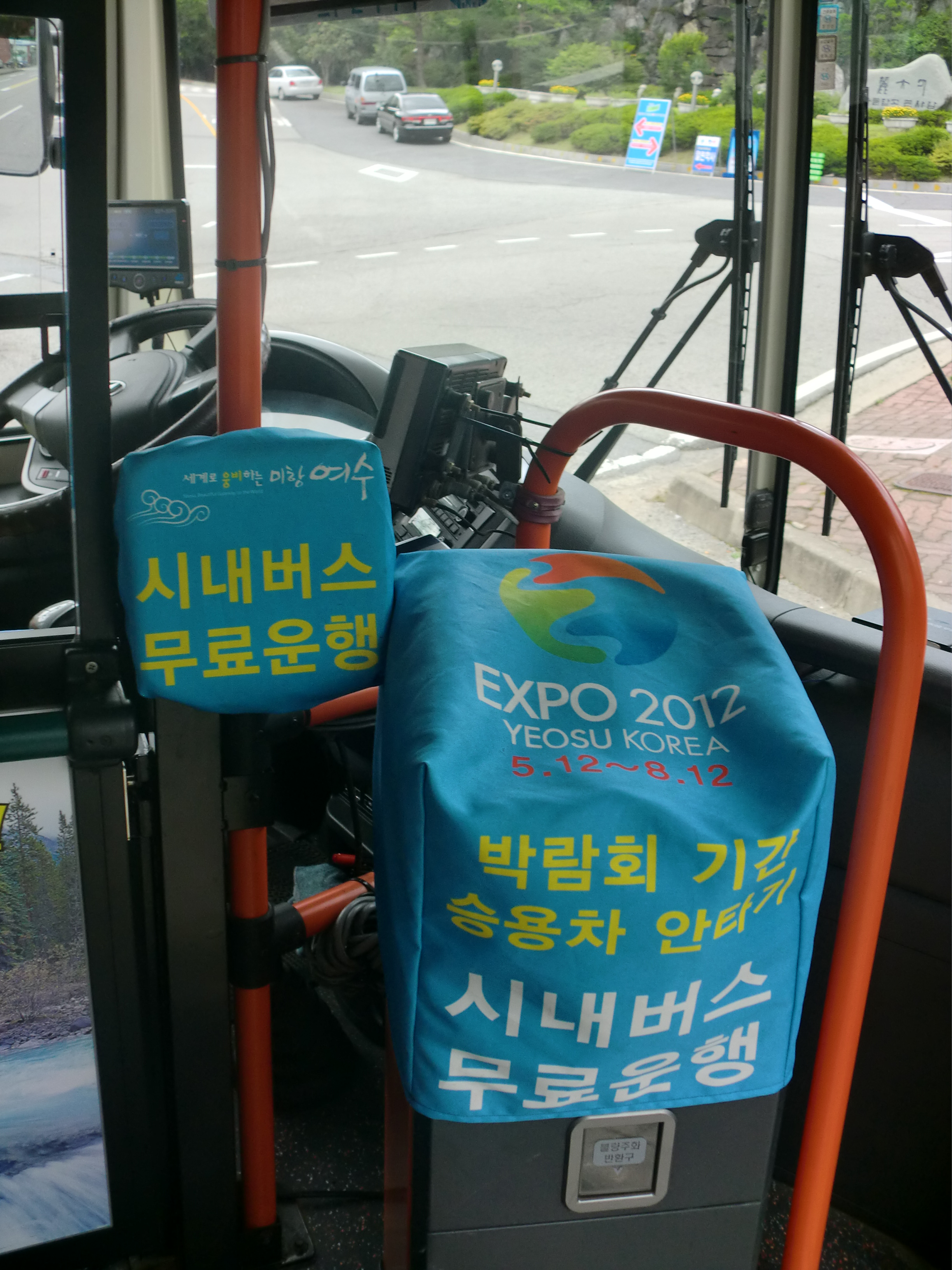
麗水国際博覧会期間中は市内バス料金が無料のため料金箱にカバーがかけてある。

開催期間中は、麗水市内の主要地点に設けられた停留所を巡る無料のシャトルバスが臨時に運行されたほか、一般の市内路線バスも、開催期間中はすべて無料で乗車できた。また、無料ではないバスでも、会場のメインゲート（正門）前には市外バスの臨時停留所が設置され、発着していた。

### 船舶
万博会場は元々、麗水新港として利用されていた敷地に建設されたが、船舶による会場アクセスのために、8万トン級の大型クルーズ船が接岸可能なクルーズ埠頭が新設された。船舶で会場へ出入りする入場客の乗船・出入国手続きをするために、第2ゲートに直結する客船ターミナルも新設された。
JR九州高速船は、博多港 - 麗水港間で高速船「ビートル」を隔日で計29往復運行した（所要時間3時間45分）。また、麗水市と姉妹都市関係にある佐賀県唐津市からは、「ビートル」のチャーター便が計6往復運航された（所要時間3時間25分）。

## 宿泊事情
麗水市内は、多くの万博入場者に対応できる宿泊施設の数が大幅に不足している状況だった。同市内では、ホテル・リゾート施設や、民宿・モーテルの新築・改装などが行われた。万博会場の南側には、VIP宿泊者を主な対象とした『MVLホテル』（地上25階、310室規模）が開業するなど、高級宿泊施設17ヶ所1800室が新規建設された。それでも、万博期間中の宿泊需要と比べると施設が不足するため、順天市や光州市、晋州市、釜山市など、麗水から2時間圏内である周辺地域の宿泊施設にも需要を分散した。麗水万博組織委員会は、周辺地域で施設やサービスに優れた宿泊施設を、「エキスポ公式宿泊業者」に指定した。指定された宿泊施設の数は、607カ所1万7152室（2012年4月23日時点。内訳は、観光ホテル75カ所、コンドミニアム・リゾート16カ所、ペンション/休養林158カ所、モーテル及び民宿131カ所など） だった。他にも、寺院への「テンプルステイ」、教会への「チャーチステイ」、村会館、農漁村体験村、ホームステイ、韓屋団地、全南大学や順天大学の寄宿舎なども宿泊施設として用意された。
万博開幕時には、麗水市内の宿泊施設や食堂の価格が、万博入場者による特需を見込んで普段よりも高騰した。しかし、会期の前半には入場者数が低迷したため、開幕直後よりも価格を下げる事例が続出した。開幕から50日が経過した7月上旬ごろまでのデータでは、観覧客の70%程度が老人や学生など日帰り団体客だったために、地元経済への恩恵は期待したほどでは無かったとの不満の声もあった。
当初は、万博会場に隣接する埠頭に旅客船を停泊させた「海上ホテル」を運営する計画もあった。ギリシア船籍の「クルーズ・ディ・エメラルド」号を使用する予定だったが、同船は1959年建造で老朽化しており、船の喫水（水面から船底までの高さ）が7.1mと、埠頭の水深6.7mよりも高いために入港が難しいことが判明した。そこで、パナマ船籍の「オーシャンエメラルド」号を使用する予定に変更したが、船舶安全認証書が無かったために、韓国へ来航することができなかった。結果的に、船舶の来航は数回にわたり延期となり、万博開催中の2012年7月には、海上ホテル計画そのものが中止になった。

## 麗水宣言
万博閉幕日の8月12日には、会場内のエキスポホールで、麗水万博組織委員会とBIEが主催する「麗水宣言フォーラム」が開催され、ロセルタレス・BIE事務局長や、潘基文・国連事務総長、金滉植・国務総理らも出席した。このフォーラムでは、「麗水宣言」が採択された。万博組織委員会は、国連食糧農業機関（FAO）や国連環境計画（UNEP）など国際機関の専門家が加わった委員会を設置し、2010年から会議を重ねて麗水宣言の内容を議論していた。この宣言文の内容は計10項目で構成されている。序文では、麗水万博が掲げたテーマの目的を尊重し、国連の気候変動枠組み条約や生物多様性条約など、海洋と生態系保護に関する協定の遵守、海洋問題の認識、解決に向けた国際的な協力などの点が強調された。本文では、海洋や海底をはじめ、地域海、沿岸、島と関連した課題を先行して取り扱うこと、海洋で発生する海賊や拉致などの違法行為の根絶に向けた努力、海洋資源の管理、津波などの自然災害に速やかに対応できる海洋観測システムの増強などの点を世界各国に要請した。

## 観客動員数
観客動員数は、開幕前は800万人が目標とされていた。開幕前の需要予測調査では、目標の800万人を上回る入場者数が見込めるとの楽観的な予測もあった。2010年4月に韓国・産業研究院が実施した1次調査では954万人、2011年に慶熙大学校が実施した2次調査では1047万人、2012年2月に同じく慶熙大学校が実施した3次調査では1082万人と予測されていた。
しかし、実際に同万博が開幕すると、入場者数は目標を大幅に下回り続けた。もともと、麗水市はソウル市や釜山市といった韓国の主要大都市圏から遠く離れている（直線距離ではソウルから約320km、釜山からは約130km）上に、会場周辺地域の人口規模が比較的小さい（麗水市の人口は約30万人）などの弱点があった。こうした条件と比べると、開幕前の入場者目標や需要予測は過大だったと言える。
韓国ギャラップ社が、2012年4月に韓国内の満19歳以上成人男女1605人を対象に携帯電話で麗水万博に関する世論調査をした結果は、関心度では、会場に近い光州市や全羅南道居住者が72%で最も高く、ソウル市56%、釜山市・蔚山市・慶尚南道地域で55%だった。その一方で、万博来場の意向は、光州市・全羅南道が36%と最も高かったが、会場から遠く離れたソウル市は12%、仁川市・京畿道地域は10%と低かった。そのため、「光州・全羅圏だけの‘地域祭り’に留まる憂慮」を指摘する声もあったが、この懸念は現実に的中した結果となった。前売り券の販売数は、開幕式が行われた5月11日の時点で約145万枚で、開幕前の目標だった300万枚の半分程度だった。
会期の折り返しとなった6月26日の時点では、累計入場者数は約230万人で、このペースでは、閉幕時には目標の半分をやや上回る程度にしかならないと見込まれた。そこで、万博の主催者である組織委員会は、観客数増加のために、6月下旬から各種入場券の価格を相次いで値下げしたり、新たな割引券を創設するなどの料金体系変更が実施された。また、企業単位での入場券購入も推進された。企業が大量購入する場合には、普通入場券の価格よりも50%以上割引された。中には、韓国軍将兵の万博観覧を防衛産業業者の資金で支援するとの趣旨で、防衛事業庁が防衛産業業者に対して万博入場券を大量購入するように要請した事例もあった。
また、特定の日に、入場者の対象を絞って割引券を販売することも実施された。例えば、7月17-30日には、「地方自治体訪問の日」として、全羅南道・全羅北道、光州市、慶尚南道、釜山市、蔚山市など南海岸圏全域の市・郡の住民を対象に、1人当り3000ウォンの割引入場券を販売した。同月15-20日には、大学生を対象に5000ウォンの割引入場券が販売された。
7月29-31日には「麗水市民感謝の日」として、同期間に限り使用できる無料入場券を、麗水市民に対して「万博準備に協力してくれたお礼」という名目で1人2枚ずつ、合計約58万枚を配布した。この無料入場券配布の効果で、入場者数は7月29日に27万2527人、翌30日に27万5027人と、会期中で最多の入場者数を記録した。
このように、割引券や無料券を多数発行した効果のおかげで、閉幕時の累計観客動員数は、目標の800万人を上回る820万3956人になった。

## 跡地利用（事後活用）
テーマ館、国際館、エキスポホール、韓国館、アクアリウム、The Big-O、スカイタワー、エキスポデジタルギャラリーが恒久施設として保存されているが、その他のパビリオンは仮設建築であるため、閉幕後は取り壊された。博覧会場は、「エキスポ海洋公園」の名称で呼ばれている。
アクアリウムは、閉幕後は『ハンファ・アクアプラネット麗水』として、ハンファグループが引き続き運営している。韓国館の建物は、万博記念館および、会場跡地活用事業の主体である2012麗水世界博覧会財団の本部として使用されている。
韓国政府は、万博閉幕直後に、韓国館やエキスポホールなどを除く会場跡地の95%、25万1千平方メートルの敷地を民間企業に売却する計画を発表した。予想売却額の約5300億ウォンから借入金4800億ウォンを返済し、残りを財団事業などに使用する見込みだった。しかし、2012年11月末までの公募期間中に企業は入札せず、1次売却は失敗した。
翌2013年9月に実施された2次売却でも企業は入札しなかった。2014年9月15日までに実施されている3次売却の募集でも、書類の締め切りを4日後に控えた同月11日までに入札意向書を提出した企業は一つも無く、今回も入札無しになる可能性が高いと見られている。売却先が決まらないため、維持費は日本円換算（2014年10月時点）で年間12億円の赤字だった。
2015年5月27日に海洋水産部は、計画変更案を発表した。これまでは一括売却の方針だったが、賃貸（リース）も選択肢として認めるようになった。韓国政府からの借金3846億ウォンの返済期限は、2025年に延長された。これにより、博覧会場の跡地利用は、段階的に実現が進むようになった。

## その他のエピソード
- 韓国政府は、北朝鮮にも麗水万博参加を招待したが、実現しなかった[52]。北朝鮮館用に造られた建物は、会期中は「子ども工房」として利用された[53]。
- 在日本大韓民国民団の49地方本部のうち、約半数の25本部が麗水万博ツアー実施の計画を募集・予定していた（2012年5月7日時点）。また、東京と大阪の全羅南道道民会も、万博ツアーを実施した[54]。
- 万博が開幕した5月12日に、会場へ最初に入場したのは、大阪から訪れた二神敦（当時39歳）だった。二神は、8歳の時に出身地である神戸で開催された神戸ポートアイランド博覧会（1981年）を体験して以来、数多くの博覧会に入場してきた経験があり、訪れた博覧会の数は麗水万博で計12になった[55][56]。
- 愛知万博（2005年）や上海万博（2010年）で、会期中のすべての日に入場して「皆勤」を達成した愛知県在住の主婦である山田外美代（当時：63歳(満年齢)）は、麗水万博でも皆勤を達成した[57]。麗水万博では、組織委員会から2011年11月に入場券が贈られた。万博期間中は、スタッフ用の宿舎に宿泊していた[58]。韓国では、山田は「エキスポハルモニ」（「ハルモニ」は韓国語で「おばあさん」の意味）として親しまれた[59]。